# Discografia dei The Red Jumpsuit Apparatus
La discografia dei The Red Jumpsuit Apparatus, gruppo musicale statunitense formatosi nel 2003 a Jacksonville, Florida, conta cinque album in studio, un album demo, sette EP e venti singoli.

## Album

### Album in studio
| Anno | Titolo            | Classifiche | Classifiche | Classifiche | Classifiche | Classifiche | Classifiche | Classifiche | Certificazioni |
| Anno | Titolo            | US          | US Alt.     | US Digital  | US Rock     | U.S. Ind.   | AUS         | NZL         | Certificazioni |
| ---- | ----------------- | ----------- | ----------- | ----------- | ----------- | ----------- | ----------- | ----------- | -------------- |
| 2006 | Don't You Fake It | 25          | —           | —           | 8           | —           | —           | 23          | USA: Platino   |
| 2009 | Lonely Road       | 14          | 3           | 14          | 5           | —           | 41          | —           |                |
| 2011 | Am I the Enemy    | 61          | 5           | 24          | 7           | 6           | 7           | —           |                |
| 2014 | 4                 | —           | —           | —           | —           | —           | —           | —           |                |
| 2018 | The Awakening     | —           | —           | —           | —           | —           | —           | —           |                |

### Demo
- 2004 – The Red Jumpsuit Apparatus

## Extended play
- 2006 – Ass Shaker/Justify/Face Down
- 2007 – AOL Sessions Undercover
- 2008 – Unplugged & Unaffected
- 2009 – Shock Session
- 2010 – The Hell or High Water
- 2013 – Et tu, Brute?

## Singoli
| Anno | Titolo              | Classifiche | Classifiche | Classifiche   | Classifiche     | Classifiche | Album                  |
| Anno | Titolo              | US          | US Alt.     | US Main. Rock | US Christ. Rock | NZL         | Album                  |
| ---- | ------------------- | ----------- | ----------- | ------------- | --------------- | ----------- | ---------------------- |
| 2006 | Face Down           | 25          | 3           | 38            | —               | 4           | Don't You Fake It      |
| 2007 | False Pretense      | —           | 39          | —             | —               | —           | Don't You Fake It      |
| 2007 | Your Guardian Angel | 122         | —           | —             | —               | 19          | Don't You Fake It      |
| 2007 | Disconnected        | —           | —           | —             | —               | —           | /                      |
| 2008 | You Better Pray     | —           | 17          | 31            | —               | —           | Lonely Road            |
| 2009 | Pen & Paper         | 75          | 32          | —             | —               | —           | Lonely Road            |
| 2009 | Represent           | —           | —           | —             | —               | —           | Lonely Road            |
| 2010 | Valentine           | —           | —           | —             | —               | —           | /                      |
| 2010 | Choke               | —           | —           | —             | —               | —           | The Hell or High Water |
| 2011 | Reap                | —           | —           | 39            | —               | —           | Am I the Enemy         |
| 2012 | Twilight            | —           | —           | —             | —               | —           | /                      |
| 2012 | Am I the Enemy      | —           | —           | —             | 1               | —           | Am I the Enemy         |
| 2013 | Remember Me         | —           | —           | —             | 1               | —           | Et tu, Brute?          |
| 2013 | Wide Is the Gate    | —           | —           | —             | 1               | —           | Et tu, Brute?          |
| 2014 | The Right Direction | —           | —           | —             | 1               | —           | 4                      |
| 2014 | California          | —           | —           | —             | 2               | —           | 4                      |
| 2015 | It Was You          | —           | —           | —             | 1               | —           | 4                      |
| 2017 | The Awakening       | —           | —           | —             | 6               | —           | The Awakening          |
| 2018 | On Becoming Willing | —           | —           | —             | 1               | —           | The Awakening          |
| 2018 | Land Down Under     | —           | —           | —             | —               | —           | The Awakening          |

## Partecipazioni a compilation
- 2019 – Songs That Saved My Life Vol. 2

## Videografia

### Video musicali
| Anno | Canzone             | Regista                    |
| ---- | ------------------- | -------------------------- |
| 2006 | Face Down           | Paul Minor                 |
| 2006 | False Pretense      | Shane Drake                |
| 2007 | Your Guardian Angel | Shane Drake                |
| 2008 | Damn Regret         | The Red Jumpsuit Apparatus |
| 2008 | You Better Pray     | Tony Petrossian            |
| 2009 | Pen & Paper         | Chris Folkens              |
| 2010 | Choke               | Robby Starbuck             |
| 2010 | Don't Hate          | Robby Starbuck             |
| 2010 | Hell or High Water  | Robby Starbuck             |
| 2012 | Am I the Enemy      | Chris Folkens              |
| 2013 | Remember Me         | Ryan Sheehy                |